# Allow Me to Reintroduce Myself (episodio de Scandal)
«Allow Me to Reintroduce Myself» es el décimo segundo episodio de la séptima temporada de la serie televisiva de drama y misterio Scandal, y es el episodio número 118 de la serie en general. Este episodio salió al aire por primera vez el día 1 de marzo de 2018, por ABC. El episodio fue escrito por Raamla Mohamed y dirigido por el actor Tony Goldwyn.

## Trama
- Nota: (Esta es la primera parte del Crossover; concluye en el episodio de How to Get Away with Murder titulado Lahey v. Commonwealth of Pennsylvania)

Después de que Annalise la siga a su conferencia, ella le muestra sus archivos sobre una demanda colectiva en la que está trabajando para reformar el sistema penal/judicial de los Estados Unidos. Aunque inicialmente, Olivia se niega, ella decide ayudar a Annalise. Después de leer sobre el caso, ella le dice que si van a trabajar juntas tendrá que hacerlo bajo sus reglas, a lo que esta última accede.
Poco después de comenzar a trabajar en el caso, Fitz lleva a Olivia y a los demás la Casa Blanca para hablar y pedirle ayuda a Mellie acelerando el proceso. Mellie les dice que no es recomendable hacerlo, debido a que los jueces de la Corte Suprema actualmente no aprobaran una reforma ante el sistema penal. Olivia habla a solas con Mellie, y ella le explica que no la ayudará sobre todo porque cree que solo está involucrada en el caso para recuperar su posicionamiento en la política. Olivia le dice que aunque la Casa Blanca no los apoye, ellas encontrarán una manera.
Una vez que Mellie descubre que Olivia está trabajando en este caso, y tras ser desafiada por su antigua empleada, Mellie decide que necesita que Jake contrate a Quinn Perkins and Associates para sacar información dañina de Olivia, y asegurarse de que no gane el caso.
Más tarde, Olivia descubre de una mejor manera de acelerar el proceso: ella comienza a hablar del caso y su importancia ante las cámaras de la prensa. Más tarde, Jake (con ayuda de Quinn, Abby y Huck) sacan a la luz que Olivia no renunció, sino que fue despedida. Annalise descubre que Olivia le mintió sobre porque Mellie se negó a ayudarlas, y que en realidad fue despedida de la Casa Blanca, así que le echa en la cara que se haya sentido superior a ella desde que la conoció. Olivia se defiende, y le dice que no debe darle explicaciones a nadie, y menos a ella.
Por otro lado, Olivia y Annalise salen en una entrevista en la televisión en la cual Olivia es cuestionada sobre su propia vida. Olivia responde amablemente, disculpándose indirectamente en público ante Mellie y Quinn, pero le dice que hay cosas más importantes que evaluar, como el caso en el que ha estado tan arduamente Annalise Keating. Poco después, Olivia descubre que Quinn y sus asociados, consiguieron información sobre el Juez Mark Spivey, y con eso la Casa Blanca lo está chantajeando para que vote en contra.
Después de ver la entrevista, Quinn cambia de equipos y le brinda esta información a Oliva, con la cual ella logra hacer que el Juez Spivey ejerza un voto libre hacía el tema, ofreciéndole ayudarlo a manejar su secreto. Unos días después, descubrimos que Olivia logró acelerar el proceso y hacerle llegar el caso a la Suprema Corte de Justicia con ayuda del Juez Spivey. Annalise y Olivia caminan fuera de la corte, mientras acuerdan en seguir trabajando juntas hasta que el caso pase por la Suprema Corte.

## Producción
El 3 de enero de 2018, la protagonista de la serie Scandal, Kerry Washington compartió en Twitter una fotografía de ella misma en el set de How to Get Away with Murder, citando a Viola Davis. Mientras los fanes empezaban a especular sobre un episodio crossover, Viola Davis le respondió con una fotografía en el set de Scandal. Más tarde, ese día, el crossover fue confirmado oficialmente por un tuit de Shonda Rhimes. Peter Nowalk compartió una entrevista que hizo con Deadline:

Al inicio de esta temporada, mis guionistas y yo planeábamos el arco argumental completo de Viola, y algo en su historia parecía muy apropiado para Scandal. Cuando fui con Shonda, ella me escucho. Yo le dije, no tenemos que hacerlo, el arco de Viola no necesita esto, pero es posible que sus historias se puedan cruzar muy naturalmente. Y de hecho ella también tomo una parte de Scandal y la historia en realidad se conectó perfectamente. Fue una de esas casualidades en las que los dos nos dimos cuenta de que era algo bueno para ambos personajes, e incluso parecía como si lo hubiéramos planeado desde la temporada pasada.
Pete Nowalk